# SimCity 4
SimCity 4 (SC4) (укр. СімСіті 4) — відеогра в жанрі містобудівний симулятор розроблений Maxis, дочірньою компанією Electronic Arts. Гра видана в світ 14 січня 2003 року. Це четверта гра серії SimCity. SimCity 4 має всього одне доповнення — Rush Hour, яке додає нові можливості для гри. SimCity 4 Deluxe Edition містить оригінальну гру і доповнення Rush Hour.
Гра дозволяє гравцям використовувати тераформування для створення більш зручного майданчика для будівництва або для створення гарного і унікального ландшафту. Гравці можуть розділити ділянки землі міста на особливі зони: житлові, комерційні, промислові, а також створювати і підтримувати соціальне забезпечення, транспорт, комунальні послуги. Для того, щоб місто успішно розвивався, гравці повинні управляти фінансами, стежити за довкіллям, підтримувати необхідну якість життя для його жителів. У SimCity 4 з'явилася зміна дня і ночі та інші спецефекти, яких не було в попередніх іграх серії SimCity. Також є зовнішні інструменти, що дозволяють змінювати будівлі.
SimCity 4 добре оцінили за те, що в грі використовується 3D-рушій. Першою грою, що використав цей рушій, була SimCity 64 для Nintendo 64 DD. SimCity 4 отримала широке визнання, була удостоєна декількох нагород і визнана однією з добре продаваних ігор для PC в 2003 році. Однак її критикували за труднощі в продуктивності гри і в ігровому процесі.

## Ігровий процес

### Ігровий процес в регіональному режимі

Огляд міст в регіональному режимі

Як і в попередніх іграх серії SimCity, гравець грає роль мера (або декількох мерів), якому доручено заселення і розвиток міст, які в регіональному режимі перегляду виступають окремими ділянками або районами регіону. Гравець може вибрати будь-яку ділянку для розвитку на ній міста. Ці ділянки в реальному вимірі мають найменшу довжину — 1 км, а найбільшу — 4 км. Розмір регіону і його розташування може бути змінено в растровому файлі, зазначеного для кожного регіону.
Сусіднє місто відіграє велику роль, ніж в попередніх іграх серії SimCity. Наприклад, сусіднє місто може запропонувати угоду, за якою міста можуть обмінюватися ресурсами, такими як: вода, електрика, вивіз сміття за певну плату. Гравець може розвивати кілька взаємопов'язаних міст в регіоні. Гравець може повністю забудувати регіон містами.

### Режими гри
Після вибору ділянки в регіоні, ігровий процес включає в себе три режими: Бога, мера, сіма. Режими мера і сіма доступні після того, як гравець назве своє місто. Режим Бога доступний тільки до того, як буде засновано місто.

#### Режим Бога

Виверження вулкану, що знищує міський квартал

Режим Бога дозволяє гравцям конструювати або тераформувати обрану ділянку регіону, де потім буде побудоване місто. Цей режим також дозволяє гравцям викликати стихійні лиха, такі як землетрус, виверження вулкана і ряд інших. Гравці також можуть вибрати місце, де відбудеться катастрофа, а також можуть управляти нею. Більшість інструментів тераформування відключені після того, як місто буде засноване. Гравець ще має доступ до інструментів тераформування в режимі мера, але вони дуже обмежені, хоча можливість виклику стихійного лиха повністю доступна. Повний набір інструментів тераформевануя можна включити в режимі мера лише використавши чит-коди. На додаток до цього, режим Бога дає можливість гравцеві узгодити всі межі міста з сусідами, щоб усунути всі невідповідності, що виникли в процесі тераформевання ділянки регіону. Також можна на свій розсуд налаштувати зміну дня і ночі.

#### Режим мера

Густонаселене місто в SimCity 4. Як видно зі стовпчикових діаграм попиту зон RCI, місту необхідне будівництво нового житла для подальшого розвитку.

У цьому режимі ведеться будівництво міста. Міські радники можуть допомогти при плануванні, будівництві та веденні господарства міста. Гравці можуть побудувати розвинену транспортну систему, яка включає дороги, вулиці, авеню, шосе, лінії метро, автобусні зупинки та залізничні станції.
У режимі мера земля міста може бути поділена на особливі зони, такі як житлові, комерційні, промислові, де будуть зведені певні будівлі. На відміну від попередніх ігор серії SimCity, сільське господарство в SimCity 4 є окремою галуззю економіки міста, хоча як і раніше належить до категорії промислової зони, і його розвиток залежить не від ціни землі, а від попиту на сільгосптовари. Зони автоматично вирівнюються відносно доріг, і більшість будівель повинні прилягати до доріг, щоб повноцінно функціонувати. Вулиці створюються автоматично, якщо зона займає великі ділянки землі. Будівлі класифікуються за рівнем багатства, типами зон, розмірами і висотою, визначальними чинниками яких є чисельність населення регіону та стан міста. Гра може імітувати занепад економіки міста, який може призвести до зміни елітного житла на нетрі. Будівлі, спочатку побудовані для більш багатих городян, можуть бути заселені менш забезпеченими громадянами, у разі погіршення стану міста. Будинки й ділянки тепер можуть бути розміщені на схилах.
Гравці можуть будувати муніципальні будівлі, які вимагають постійного фінансування, такі як школи, лікарні, поліцейські відділки, пожежні станції, в'язниці, парки. У SimCity 4 вперше муніципальні будівлі розділені на категорії за територіальним охопленням і якістю представленої допомоги та послуг, а також гравець може контролювати фінансування окремо взятої муніципальної будівлі. Ці будівлі також потребують комунального обслуговування. Основними комунальними потужностями міста є більш і менш дорогі електростанції з різним ступенем забруднення довкілля, водяні насоси, станції очищення води та утилізації чи переробки сміття. На відміну від попередніх ігор серії SimCity в SimCity 4 навчальні заклади та медичні установи мають, залежно від статусу, певний територіальне охоплення надання послуг та допомоги. Витрати на технічне обслуговування комунальних об'єктів з часом збільшуються, у зв'язку з їх зносом. Також відбувається зниження потужності роботи і вироблення ресурсів комунальними об'єктами через поступове зносу. Швидкість зносу комунальних об'єктів залежить від рівня фінансування та кількості ресурсу що виробляється.

#### Режим сіма
У цьому режимі гравець може створити сіма, який згодом буде жити в місті, створеному самим гравцем. Гравець не може керувати цими сімами, а тільки лиш спочатку може їм надати житло. В іншому — навчання, робота, особисте життя, сіми самі облаштовуються, залежно від соціального та економічного стану міста. Ці сіми можуть стати корисними, у разі якщо гравець хоче з'ясувати в яких районах міста є проблеми, поскаржившись мерові. Сіми також можуть створювати сім'ї, народжувати дітей, старіти і йти на пенсію, а також виїжджати в інше місто і навіть можуть загинути від стихійного лиха. Після того, як сім постарів і помер, його місце може зайняти його доросла дитина або онуки, в залежності від статі, прийнявши його ім'я, місце роботи та проживання.

### Будівлі
Більшість будівель в SimCity 4 побудовані в архітектурних стилях початку XX століття, таких як ар деко, неороманський стиль, американський ремісничий стиль (англ. American Craftman style). Однак, існує багато сучасних архітектурних стилів, таких як Хьюстонський архітектурний стиль, а також європейський, який базується на архітектурі сучасного Франкфурта. Є дуже багато будівель схожих на будівлі Сан-Франциско, таких як Shell Building (з'являється в грі як «Рен Страхування»), 450 Sutter Street (з'являється як «Ву Фінансування»), PacBell Building (з'являється як «Корпорація Галвіна»). Також в грі є будівлі з Лос-Анджелеса, наприклад Художній музей Лос-Анджелеса, який з'являється як «Магазин Дениса».

## Розвиток

### Графіка

Ніч в місті

На відміну від попередніх ігор серії SimCity, в яких використовується рушій 2D-ізометрична проєкція і спрайт, в SimCity 4 використовується 3D-рушій для відображення графіки. Ландшафти і об'єкти, що пересуваються, такі як транспортні засоби, моделюються як полігональні 3D-об'єкти. Невеликі будівлі і дрібні об'єкти відображаються у вигляді плоских зображень. Нормалі площин багатокутників спрямовані до камери. Великі будівлі моделюються за допомогою гібридного підходу: прості полігональні моделі визначаються як вигляд будівлі, а текстури використовуються для створення дрібних деталей, такі як: двері, вікна, дах і навіть старіння. Хоча в SimCity 4 використовується 3D-рушій, камера обмежена фіксованою ромбічної ортогональною проєкцією через міркування продуктивності гри. Крім того, моделювання міста можна побачити як у денний, так і в нічний час. Час доби не впливає на ігровий процес.

### Звук
У грі міститься в цілому більше трьох годин фонової музики у форматі MP3. Кожна композиція триває в межах від 3 до 8 хвилин. Фонова музика гри ділиться на дві основні групи: та, яка призначена для режиму Бога, перегляду міста в режимі регіону і для режимів мера і сіма. У грі існують засоби для додавання своєї музики і поділу її на 2 види. Музика в основному складена Джеррі Мартіном і доступна як саундтрек на iTunes Store і Amazon.com.

## Додатки і зміни

### Випуски Maxim
Після випуску SimCity 4, на його офіційному сайті було розміщено кілька доповнень.
Нові пам'ятки, такі як: Рокфеллерівський центр, Бранденбурзькі ворота, Стоунхендж були доступні в онлайн режимі. Пізніше, пам'ятки в основному використовувалися для демонстрації можливостей Gmax і під час випуску BAT (The Building Architect Tool).
Інструмент створення ландшафтів дозволяє гравцям створювати карти, засновані на будь-якому з 48 континентальних штатів США. Карти засновані на даних, зібраних Геологічною службою США.
BAT являє собою набір інструментів, розроблених для створення будівель гравцями. Набір складається з трьох додатків: архітектор будівель (The Building Architect) — ігровий додаток для Gmax, який дозволяє гравцям візуалізувати Gmax-моделі в растрові зображення або точки SimCity 4, щоб бути імпортованими в LE; оновлена версія LE; а також автономний плагін-менеджер, який дозволяє гравцям змінювати властивості нового лота. Були випущені кілька змінених версій, які, по суті, виправляли помилки, які не були виявлені після початкового випуску. Перша версія випущена в лютому 2004 року, це дозволило спільноти гравців робити користувацькі будівлі. BAT для SimCity 4 за своїми функціями схожий на BAT для SimCity 3000 і на URK (Urban Renewal Kit) для SimCity 2000. Однак, попередні програми такого роду були створені з нуля студією Maxis і використовували зовсім різні інтерфейси.
The Lot Editor (LE) — (укр. Редактор ділянок (лотів)) — це інструмент, який дозволяє гравцеві редагувати або створювати ділянки (лоти) для SimCity 4, що використовують наявні реквізити. Він був випущений за кілька місяців до BAT як окрема версія. Гравці в той час могли тільки змінювати ділянки (лоти), які були вбудовані в SimCity 4. BAT надавався гравцям з оновленою версією LE, яка видаляла оригінальну застарілу LE. Тим не менш, стара версія LE все ще доступна на офіційному сайті.

### Неофіційні програми

Ігровий знімок, що показує використання сильно зміненого користувацького контенту в SimCity 4

На додаток до офіційних інструментам, для подальшого редагування вмісту гри SimCity 4 були випущені сторонні програми, які дозволяють гравцям повністю змінити характер гри. З моменту виходу редакторів LE і BAT, більшість додаткових матеріалів, що знаходяться в обігу, складалися з користувацького контенту. Переважно це будівлі та ділянки. Інші доповнення — це змінені гравцями транспортні засоби, місцевості, ігровий процес і зміни, які докорінно змінюють деякі особливості гри.

## Баги

Сполучення шосе з дорогою, створеного за рахунок використання моду

Maxis і Electronic Arts випустили в цілому три патчі, які покращують або виправляють проблеми, виявлені в оригінальній версії SimCity 4 і SimCity 4: Rush Hour (два для SimCity 4 і один для SimCity 4: Rush Hour). Серед іншого, патчі можуть підвищити продуктивність великих міст в грі, а також виправити безліч дрібних багів. Перші два патча вирішили проблему, пов'язану з появою більше двох десятків будівель хьюстонського стилю в процесі гри.
Гравці дуже часто скаржаться на те, що не можуть нормально побудувати або зв'язати шосе, а також громадський транспорт. Для вирішення цієї проблеми багато гравців використовують моди.
Існують баги, при яких парки та місця відпочинку можуть приносити прибуток у скарбницю міста, хоча при правильному ігровому процесі все має бути навпаки: з міського бюджету виділяються кошти на утримання кожного парку або місця відпочинку. Також існує користувацький контент, який працює за таким же принципом, приносячи величезний прибуток у скарбницю, замість стягування коштів з міського бюджету на утримання будівель.

### Баги на Intel Mac
Гра має серйозні недоліки при роботі на комп'ютерах Apple, що використовують процесор Intel. Aspyr Media випустила в 2007 році бета-версію патча, щоб виправити всі проблеми, але через його незавершеності, багато багів лишилось. Деякі баги серйозно впливають на нормальність роботи гри, включаючи часті вильоти, коли населення міста перевищує 95 тисяч, некоректне відображення водної поверхні, часте розмиття об'єктів або їх заміна на випадкові і нездатність значно прискорити роботу транспорту у вибраному режимі.

## Рецензії
| Агрегатор    | Оцінка              |
| ------------ | ------------------- |
| GameRankings | 85.09% (52 огляди)  |
| Metacritic   | 84/100 (36 оглядів) |

| Видання        | Оцінка |
| -------------- | ------ |
| 1Up.com        | B+     |
| AllGame        | [ 19 ] |
| Eurogamer      | 9/10   |
| GameRevolution | B      |
| GameSpot       | 8.1/10 |
| GameSpy        | 75/100 |
| IGN            | 9.2/10 |

| Видання     | Оцінка |
| ----------- | ------ |
| Домашний ПК | [ 25 ] |

Відразу після випуску гри, комп'ютерна (PC) версія SimCity 4 отримала багато позитивних відгуків: 84/100 від Metacritic і 89,09 % всіх оцінок від Game Rankings.
Гра отримала рейтинг 9,2/10 на IGN, який назвав це «великим еволюційним кроком у серії». У відгуку говорилося, що додавання режиму регіонального огляду надає більшої глибини SimCity 4, і що геймплей має більш точне уявлення про міське планування та обслуговування, ніж попередні ігри серії SimCity. Гра отримала рейтинг 8,1/10 на GameSpot, що повідомляв, про те що гра мала більш гладкий і привабливий інтерфейс і прекрасний звук, і при цьому додав, що режим сіма — це запізніла ідея, хоча в цілому SimCity 4 зробила прорив. У висновку відгуку говориться, що гра була складною і деталізованою стратегією, хоча і недосконалою, як це могло б бути. GameSpy дав оцінку грі 75/100, коментуючи, що SimCity 4 має приголомшливу графіку, також у відгуку критикується за наявні проблеми, які «можуть вбити саму гру» через її складність і продуктивність. 1UP.com оцінив гру на B + і похвалив особливості режиму регіонального огляду, а також деталізованість графіки, яка створює глибоке почуття реальності. Однак, у відгуку критикуються проблеми, пов'язані з вильотами гри і її продуктивністю. На Game Freaks грі було дано 365 відгуків, які оцінили гру в цілому в 9,3 з 10. У відгуку говориться, що SimCity 4 — це чудовий симулятор як у будівництві, так і в управлінні містом. Далі говориться: «Якщо Ви хочете найкраще з найкращого, то краще за SimCity 4 Deluxe [sic] нічого не придумаєш» (англ. «If you want the best of the best then Sim City 4 Deluxe is the only way to go»).
SimCity 4 також отримала відгуки після виходу Mac-версії. Inside Mac Games оцінив гру на 7,25 з 10. У відгуку говорилося, що регіональний геймплей був новим і довгоочікуваним доповненням, і що він мав деталізовану і реалістичну графіку. Однак, було відзначено, що гра не була революційною, мала жахливі баги, і те що була нестача інформації в керівництві і навчанні гри.